# Heinz Wolff (Architekt)
Heinz Arthur Wolff (* 14. April 1909 in Braunschweig; † 15. Oktober 1993) war ein deutscher Architekt und Denkmalpfleger in Braunschweig und Hannover.

## Leben und Wirken

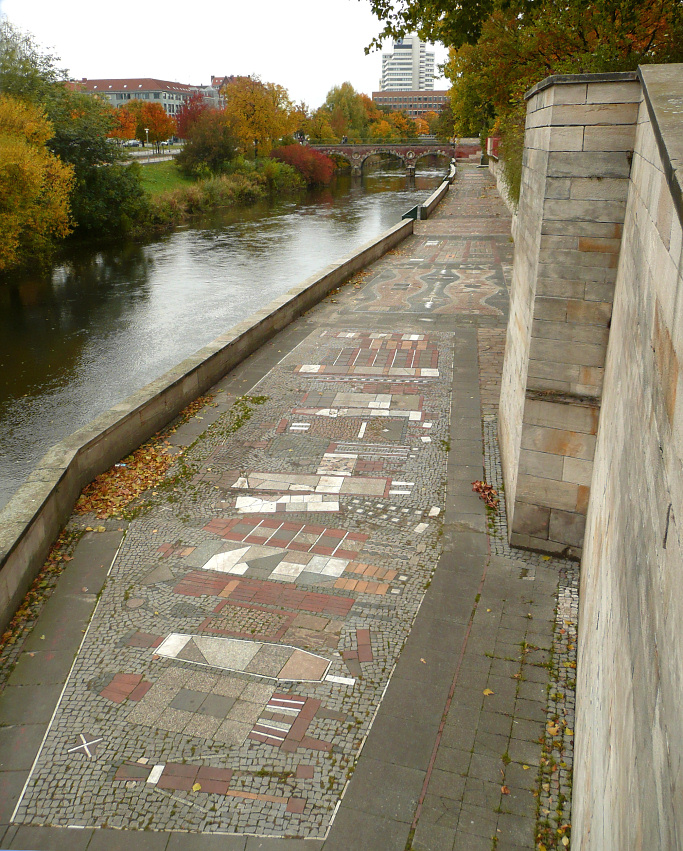
Leine-Uferpromenade am Hohen Ufer in Hannover, Bodenmosaik aus Trümmersteinen, mit Motiven vom Wiederaufbau Hannovers nach dem Zweiten Weltkrieg

Heinz Wolff wurde als Sohn des Braunschweiger Ingenieurs Conrad Wolff geboren. Er besuchte die Gaußschule in Braunschweig, wo er 1928 das Abitur ablegte. Anschließend studierte Wolff bis 1933 an der Technischen Hochschule Braunschweig (TH) bei Daniel Thulesius Architektur und schloss sein Studium 1932 mit dem Diplom ab. Er arbeitete zunächst als Assistent am Lehrstuhl für Baukonstruktion der TH und wurde 1935 mit seiner Dissertation Die Geschichte der Bastionärbefestigung Braunschweigs promoviert.
Bereits kurz nach Ende des Zweiten Weltkrieges erhielt er 1945 von den Britischen Militärbehörden eine Arbeitserlaubnis als Architekt und Stadtplaner in seiner Heimatstadt. Dort wirkte er zunächst bei der Sicherung des zertrümmerten Kulturguts und in der Stadtplanung Braunschweigs, bevor er unter dem Braunschweiger Landeskonservator Kurz Seeleke beim Wiederaufbau des kleinen Braunschweiger Amtes mitarbeitete.
Nach Bildung des Landes Niedersachsen wechselte Wolff nach Hannover und wirkte als Oberkonservator unter den niedersächsischen Landeskonservatoren Oskar Karpa und Hans Roggenkamp. Dort profilierte sich Wolff zu einem Vertreter der schöpferischen Denkmalpflege durch eigenständige Entwurfsarbeiten im historischen Kontext. Bekannt sind vor allem seine Neugestaltungen von Orgelprospekten. Sein Ruf auf diesem Gebiet führte dazu, dass ihm 1966 für die St. Marienkirche in Zwickau der Entwurf zur äußeren Gestaltung des größten zu DDR-Zeiten in einer Kirche erstellten Orgelneubaus übertragen wurde. Bekannt sind auch Wolffs Entwürfe zu Bodenpflasterungen, die unterdessen bereits selbst Denkmalwert erlangt haben. Er äußerte sich mehrfach zu historischen Farbfassungen und wurde bei Umbauarbeiten an Baudenkmalen entwerferisch zu Rate gezogen.
Heinz Wolff war 1964 Teilnehmer beim zweiten Internationalen Kongress der Architekten und Denkmalpfleger, auf dem die Charta von Venedig verabschiedet wurde.
Den Abriss der Villa Willmer in Hannover 1971 bezeichnete Wolff als „eine Kulturschande für Niedersachsen.“

## Werke (Auswahl)

### Bodenpflaster
- 1956: Entwurf für das Bodenpflaster der Leine-Uferpromenade am Hohen Ufer[2] („gepflasterte Orientbrücken“[7]).
- 1962: Platzgestaltung um die katholische Clemenskirche in Hannover[8]

### Orgelprospekte
- 1957–1961: Orgelprospekt für die evangelisch-lutherische Christuskirche in Hannover-Nordstadt[9]
- um 1959: Prospektentwurf für die evangelisch-lutherische Bonifatiuskirche in Celle-Klein Hehlen[10]
- 1961: Entwurf der neuen Orgel für die Petrikirche in Braunschweig, erbaut von Friedrich Weißenborn[11]
- 1961: Entwurf der neuen Orgel für die Kirche St. Michaelis in Holzminden, erbaut von Friedrich Weißenborn[11]
- 1962: Orgelprospekt der katholischen Pfarrkirche St. Marien in Hannover-Nordstadt, Ausführung bis 1965[12][13]
- 1966: Orgelprospekt der evangelisch-lutherischen Kirche St. Marienkirche in Zwickau, Ausführung bis 1969[14][15]
- 1967: Orgelprospekt der Herrenhäuser Kirche in Hannover[16]
- 1975: Entwurf des Orgelprospekts für die 1966–1967 erbaute katholische St. Paulus-Kirche in Fulda, Ausführung 1976[1][17]

### Schriften (Auswahl)
- Die Geschichte der Bastionärbefestigung Braunschweigs. Dissertation 1935 an der Technischen Hochschule Braunschweig; Fischer, Wolfenbüttel 1935.
  - auch in: Jahrbuch des Braunschweigischen Geschichtsvereins. Zweite Folge, Band 7, Heft 1 (1935), Selbstverlag des Braunschweigischen Geschichtsvereins, Wolfenbüttel 1935, S. 5–54.
  - Reprint der Original-Ausgabe: Archiv-Verlag, Braunschweig o. J. (2002).
- Von den Möglichkeiten der Gestaltung mit Pflaster, Sonderdruck aus: Bauamt und Gemeindebau, Heft 33 (1960); Vincentz, Hannover 1960.
- Pflaster in alten Städten. In: Deutsche Kunst und Denkmalpflege, Jg. 19, 1961, S. 69–87.
- Die Ortsmitte als Bereich der Anwendung von Pflaster. In: Bauamt und Gemeindebau. Zentralblatt für Bauverwaltungen und öffentliches Bauwesen, Jhrg. 35 (1962), Heft 6, S. 215–220.
- Die Wiederverwendung altbrauchbarer Pflastersteine bei Neuanlagen, in: Deutsche Kunst und Denkmalpflege. Jahrgang 24 der „Zeitschrift für Denkmalpflege“ – Jahrgang 24 der Zeitschrift „Denkmalpflege und Heimatschutz“, Deutscher Kunstverlag,  München 1966, ISSN 0012-0375, S. 87–91
- Die Orgel in der Herrenhäuser Kirche Hannover. Erbauer Hermann Hillebrand Orgelbau (1967). Einweihung: Sonntag Jubilate 16. April 1967, Prospekt-Entwurf von Heinz Wolff, [Hannover], 1967
- Strasse und Platz als städtebauliche Elemente, in Heinz Wolff, Reinhard Grebe: Städtebauliche Einzelaufgaben I/II (= Studienhefte, Bde. 20/21), Doppelheft mit Manuskripte von Vorträgen von Konservator Wolff und Landschaftsarchitekt Reinhard Grebe, Heft 1, Nürnberg: Städtebauinstitut, [1967], S. 3–28.
- Zur Restaurierung der Bücker Stiftskirche und ihrer historischen Ausmalung, in: Niedersächsische Denkmalpflege 6 (1970), S. 133–138.
- Zur farbigen Restaurierung des Dempterhauses in Hameln. In: Neues Archiv für Niedersachsen Bd. 19, 1970/4, S. 383–387.
- Europas Glocken und ihre Türme. In: Die Auslese, vierteljährliche Informationsschrift für Kirche und Friedhof, 1983/12, S. 2–19.
- Das Pflaster in Geschichte und Gegenwart. Deutscher Kunstverlag, München 1987, ISBN 978-3-422-06011-1.

### Vorträge (Auswahl)
- Farbfassungen von Steinfassaden um 1600. In: Farbe + Design, Ausgabe 19/20: Farbe und Denkmal, 1981 (Digitalisat auf deutsches-farbenzentrum.de, abgerufen am 16. November 2023), S. 69.

## Archivalien
- Promotionsakten von 1935 im Universitätsarchiv der Technischen Universität Braunschweig[18]